# Цыганский бугор

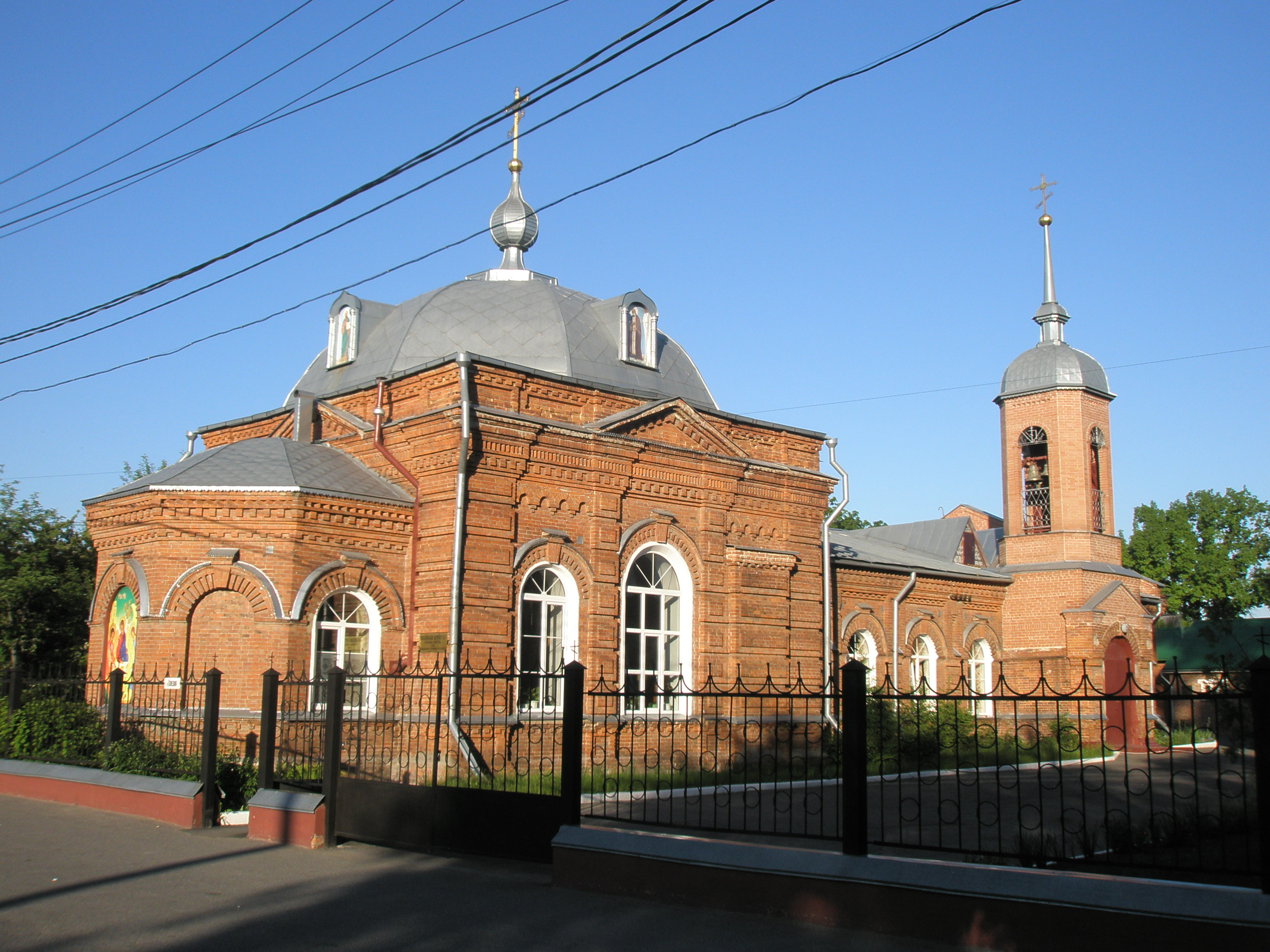
Храм Преподобного Серафима Саровского

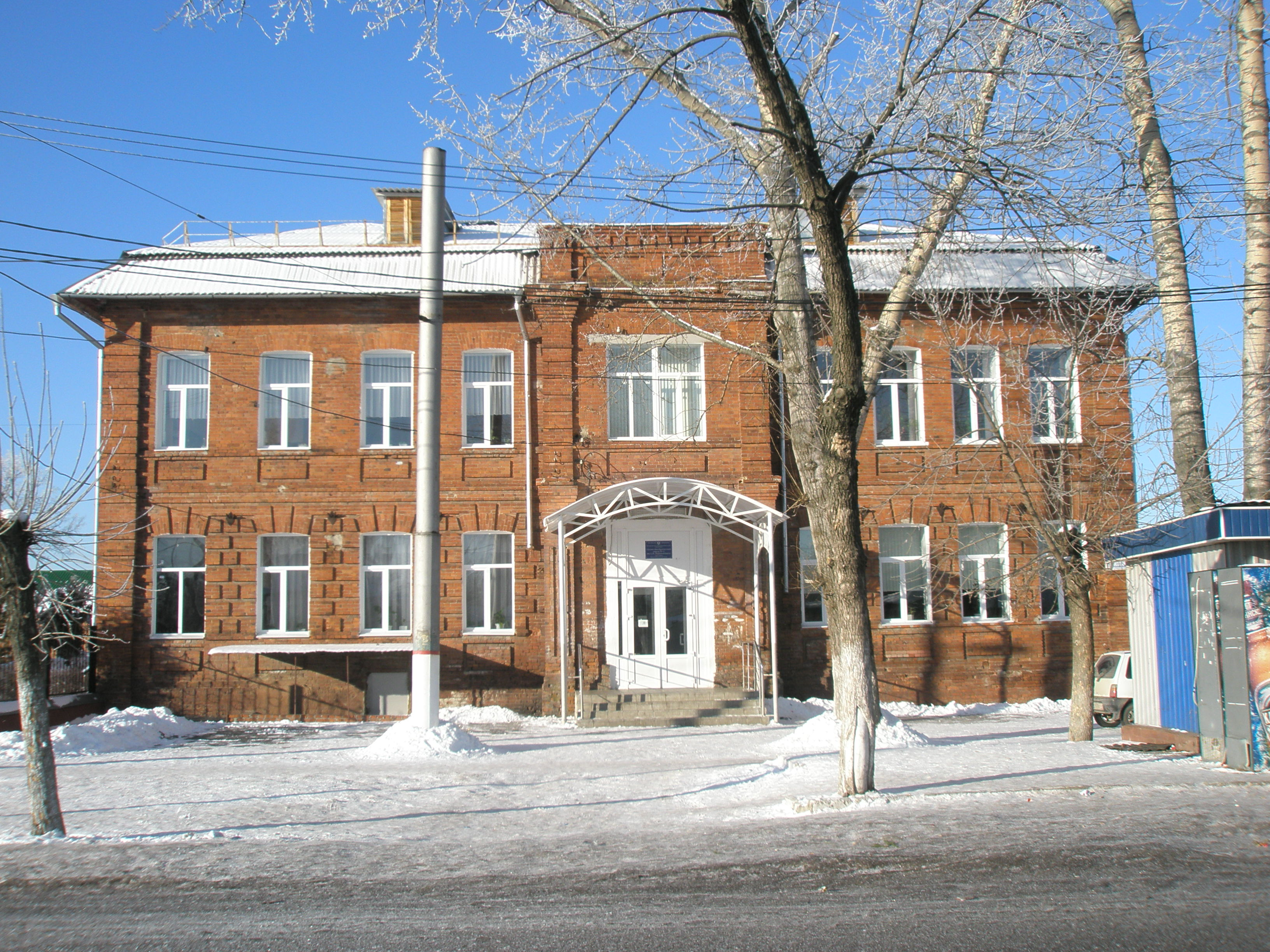
Школа № 12 им. С. Н. Перекальского. Корпус начальных классов.

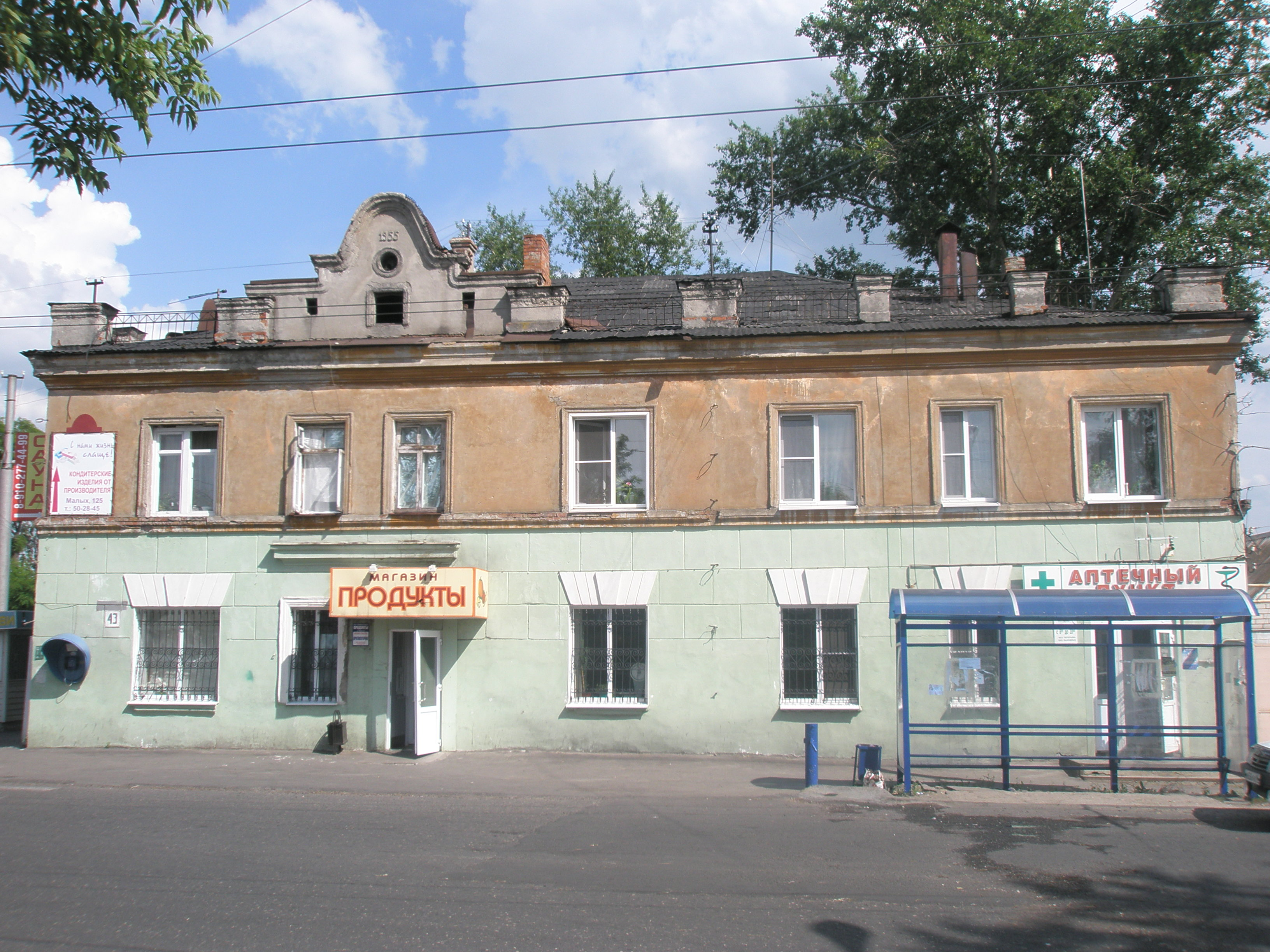
Дядин магазин на пересечении улиц Малых и Полевой

Цыга́нский буго́р — исторический район современного Железнодорожного округа города Курска, располагающийся на всхолмленном правом берегу реки Кривец (рукав Тускари) и примыкающий к южной части так называемой Стрелецкой слободы, от которой Цыганский бугор отделён улицей Малых (ранее — Раздельная улица), и к Очаковской слободе, от которой он отделён улицей Полевой (ранее Дядин переулок). Включает улицы Кривецкую, Подвойского, Котлякова, Киевскую и Сеймскую, а также переулки Петропавловский, Васильевский и Ивановский.

## Происхождение названия
Существует 2 основные версии возникновения названия «Цыганский бугор»:
1. Имеется предание, что цыган не пускали в город и разрешали только оседать в этом месте. Спасаясь от весенних паводков, цыгане ставили свои шатры на бугре. (Сейчас на месте предполагаемой стоянки цыган находится Храм Преподобного Серафима Саровского).
2. Каждый год в конце июня в день св. Петра и Павла в юго-западной части Стрелецкой слободы, там, где находился обширный луг который простирался до реки Сейм, устраивались большие народные гуляния. С учётом того, что территория Стрелецкой слободы была тогда болотистой местностью, испещренной, вдобавок, почти тысячей речушек и ручейков, местом народных гуляний, разумеется, стала самая высокая (а следовательно, и самая сухая) точка местности: в районе современных улиц Подвойского и Сеймской. С каждым годом праздник приобретал все больший размах. Сюда приезжали не только курские, но и орловские и белгородские купцы. На время праздника они ставили здесь свои ярмарочные балаганы и шатры — это раз. А во-вторых, традиционно, на торжества люди наряжались в свои самые нарядные, зачастую самые цветастые одежды. Так ассоциативно эту возвышенность — или в просторечье «бугор» — цыганским и прозвали. В обиход всех горожан это словосочетание вошло особенно прочно после того, как этот район начал постепенно застраиваться.

## История

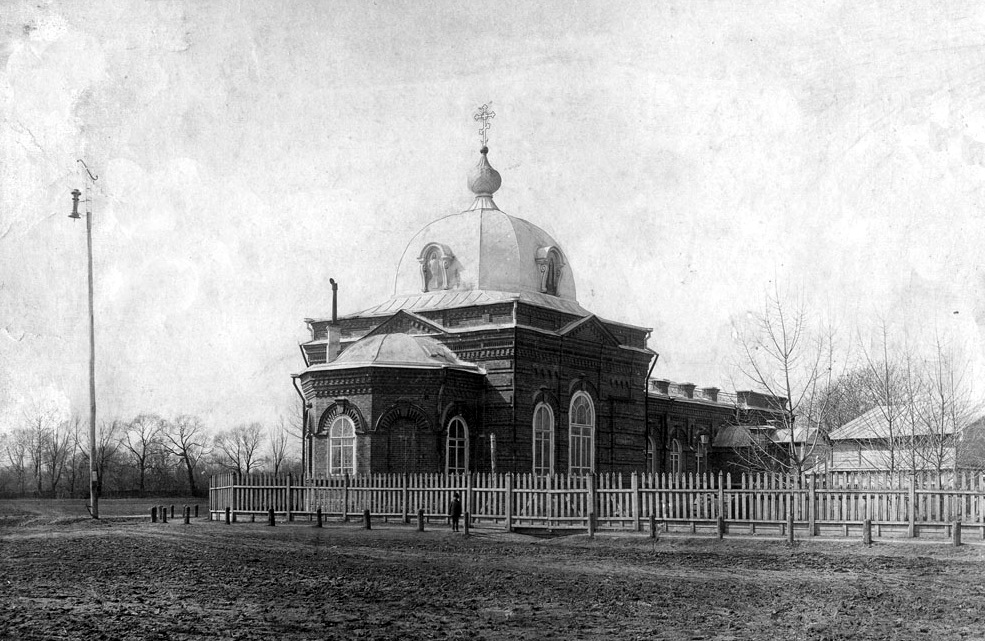
Храм Преподобного Серафима Саровского и Серафимовская площадь. Фотография начала XX века

До революции Цыганский бугор являлся юго-восточной окраиной города. В старом Курске это был своеобразный молодой микрорайон, примыкавший к Очаковской и Стрелецкой слободам. Наиболее активно он стал развиваться в конце XIX века, когда Курская городская управа стала сдавать здесь нарезанные усадебные места в аренду под поселение. Центром нового района стала Цыганская площадь, к которой сходились близлежащие улицы: Кривецкая, Скобелевская (теперь Подвойского), Полевая, Киевская, Сеймская, Тамбовская и Дядин переулок (теперь часть улицы Полевой).
На юго-восточном его углу перекрёстка Дядина переулка и улицы Раздельной (теперь улица Малых) располагался деревянный двухэтажный дом с лавкой мещанина Николая Николаевича Дядина, фамилия которого и обусловила название переулка.
Главной достопримечательностью Цыганского бугра стала церковь Преподобного Серафима Саровского. Мысль о её постройке возникла среди жителей нового района города после канонизации уроженца Курска Серафима Саровского 19 июля 1903 года. Церковь была возведена на пожертвование (10 тысяч рублей) курского купца Ивана Васильевича Пузанова. Храм освящён епископом Питиримом 11 декабря 1905 г., однако из-за нечётко прописанного статуса церкви в завещании купца приход при Серафимовской церкви с причитом из священника и псаломщика был открыт только 4 августа 1915 года. После канонизации святителя Иоасафа Белгородского в 1911 году в южной части храма организован придел его имени. После постройки храма Дядин переулок получил второе название Серафимовкого, а в мае 1906 года Цыганская площадь переименована в Серафимовскую.